# 皇太后
皇太后（こうたいごう、英: Empress Dowager）王太后（おうたいごう、英: Queen Dowager）は、先代の皇帝・天皇・国王の皇后であった者、ならびに皇帝・天皇・国王の母親（母后）である者、およびその称号。ただし必ずしもこの定義にあてはまらない事例もある。

## 中国の皇太后
太后という単語自体は、君主の母を指して用いられた言葉である。称号の初出は、秦の昭襄王は即位したあと、嫡母の恵文后と区別するため生母の羋八子（後世では宣太后と呼んでいる）に太后の号を授けた事例である。漢の時代から、在位中の皇帝の嫡母は皇太后となった。嫡母が既に亡くなった場合だけ皇帝の生母は皇太后の称号を授けられた（例：漢の文帝の生母薄姫）。明・清の時代では、在位中の皇帝の生母と嫡母を並び尊崇して「皇太后（前者を聖母皇太后、後者を母后皇太后）」と呼ぶ。互いに優劣はないが、儀式においては母后皇太后の方が聖母皇太后より格上である。敬称は殿下。
皇太后の位は、親世代という立場に立った皇帝の未亡人に与えられる。したがって、以下が皇太后の位に登ることはなかった場合である。
- 先代の皇帝は退位した場合には、太上皇帝となった。対応として太上皇帝の嫡妻は太上皇后と称され、皇太后と区別して用いられた。
- 先代の皇帝は在位中の皇帝と同一世代（兄弟・従兄弟）の場合には、先代の皇帝の未亡人は皇太后ではなく「○○皇后」と呼んだ。例えば、漢の文帝が皇帝に即位後、兄孝恵帝の皇后張氏は夫の諡を重ねて「孝恵皇后」と呼ばれ、「孝恵帝の皇后」と読む。また明の嘉靖帝の即位後、従兄正徳帝の皇后夏氏は「荘粛皇后」の尊号を贈られた。

原則では、皇太后が追号として用いられたことはなかった。皇太后を追号されたのは、漢の武帝の妃で昭帝の母趙婕妤ただ一人である。それは、趙婕妤が武帝に断罪されて処刑され、武帝の皇后としてふさわしくないと見なされた。したがって、代わりに皇后ではなく皇太后を追号された。
最初の皇太后は前漢の劉邦の皇后の呂雉である（『史記』によれば最初の皇帝秦の始皇帝の后妃は殉死させられたために皇太后に当たるものはいない）。最後の皇太后は清朝の光緒帝の皇后隆裕皇太后である。

## 日本の皇太后
日本においては、太皇太后、皇后とならび三后（三宮）のひとつで、太后（たいこう）とも略される。長楽宮（ちょうらくきゅう）を別称とする。
日本では以下のものが皇太后と称された。
1. 天皇の母で皇后であった者
2. 天皇の生母（皇后を経ていない）
3. 中宮から皇太后（他の皇后立后のため）
4. 天皇の生母への追贈（死別）
5. 先代の嫡妻（先代の生死に関わらず）
6. 先代の皇后（同上）

神話上は初代天皇である神武天皇の皇后であった媛蹈鞴五十鈴媛命（ヒメタタライスズヒメノミコト）が、息子綏靖天皇の即位と同日に皇太后となったのが初とされ、律令では天皇の母で皇后であった者に与えられるとされた。しかし、文武天皇生母の藤原宮子を太皇太后、光仁天皇生母の紀橡姫を贈皇太后とするなど、皇后を経ていない国母が皇太后・太皇太后と宣下されるようにもなり、嵯峨天皇の皇后橘嘉智子が、嵯峨が弟淳和天皇に譲位するのと同時に皇太后となったり（太上天皇の配偶者。天皇の母ではない）、後冷泉天皇の中宮章子内親王が藤原歓子の皇后立后により皇太后となる等、実態は複雑化した。皇太后には世話をする部署として皇太后宮職が置かれた。
また天皇が即位前に生母が死別していた場合、即位の際に皇太后を追贈する事もあった。例として白河天皇の母藤原茂子は、父後三条天皇の皇太子時代は御息所に留まって早世するが、白河天皇は即位すると亡き母に皇太后を追贈した。そして白河天皇の寵妃の中宮藤原賢子も息子の即位前に早世するが、子の堀河天皇が即位した際に皇太后を追贈された。
江戸時代初期以降は先代の嫡妻をもって皇太后とするのが慣例になり、また中期以降、太皇太后の尊称であった「大宮」を別称とするようになり、皇太后の御所を大宮御所と称した。
明治維新以後は、皇太后は先帝の皇后または天皇の母の称号となり、皇室典範（昭和22年1月16日法律第3号）により皇族（内廷皇族）に含まれ（第5条）、敬称は「陛下」と定められた（第23条）。
また、大宝律令以来三后の班位（身位）は太皇太后、皇太后、皇后の順と定められていたが、1910年（明治43年）制定の皇族身位令（明治43年3月3日皇室令第2号）第1条により、皇后、太皇太后、皇太后の順と定められ、皇后を上位と改めた。
近代以前に皇太后が追号として用いられたことはなかったが、明治以降は孝明天皇の女御（准三宮）で明治天皇の嫡母（形式上の母。生母ではない。）の英照皇太后、明治天皇皇后であった昭憲皇太后に贈られている。英照皇太后は、明治天皇即位に伴い、皇后を経ずして皇太后に冊立された。昭憲皇太后については、本来皇后が追号であるべきとして、明治天皇と昭憲皇太后を祀る明治神宮が1920年（大正9年）に宮内省に、1963年（昭和38年）・1967年（昭和42年）には宮内庁に追号を「昭憲皇后」に変更するよう申し入れたが、認められなかった（昭憲皇太后#追号についても参照）。次代の大正天皇の后貞明皇后以降は、「皇太后」として崩御しても生前の最高位である「皇后」の位で追号されている。
なお、2017年（平成29年）6月16日に公布され、2019年（平成31年）4月30日に施行された、天皇の退位等に関する皇室典範特例法では、第3条で「前条の規定により退位した天皇は、上皇とする。」、4条で「上皇の后は、上皇后とする。」とそれぞれ規定している。すなわち、歴史上、太上天皇の配偶者にも用いられてきた「皇太后」称号を使用せず、史上初の称号である「上皇后（じょうこうごう）」が新たに定められた。

### 日本の皇太后一覧
| 名               | 和暦                        | 西暦           | 皇后 | 太皇太后 |
| ---------------- | --------------------------- | -------------- | ---- | -------- |
| 媛蹈鞴五十鈴媛命 | 綏靖元年1月8日              |                | ○    |          |
| 五十鈴依媛命     | 安寧元年10月11日            |                | ○    |          |
| 渟名底仲媛命     | 懿徳元年9月                 |                | ○    |          |
| 天豊津媛命       | 孝昭元年4月5日              |                | ○    |          |
| 世襲足媛         | 孝安元年8月1日              |                | ○    |          |
| 押媛命           | 孝霊元年1月12日             |                | ○    |          |
| 細媛命           | 孝元元年1月14日             |                | ○    |          |
| 欝色謎命         | 開化元年1月4日              |                | ○    |          |
| 伊香色謎命       | 崇神元年1月13日             |                | ○    |          |
| 御間城姫命       | 垂仁元年11月2日             |                | ○    |          |
| 八坂入媛命       | 成務2年11月10日             |                | ○    |          |
| 両道入姫命       | 仲哀元年9月1日              |                |      |          |
| 息長足姫尊       | 神功元年10月2日             |                | ○    |          |
| 仲姫命           | 仁徳元年1月3日              |                | ○    |          |
| 忍坂大中姫命     | 允恭42年12月14日            |                | ○    |          |
| 手白香皇女       | 宣化4年12月5日              |                | ○    |          |
| 石姫皇女         | 敏達元年4月3日              | 572/4/30       | ○    |          |
| 藤原安宿媛       | 天平勝宝元年8月1日          | 749/8/19       | ○    |          |
| 高野新笠         | 延暦9年1月14日以降 贈       | 790/2/2- 贈    |      | ○贈      |
| 藤原乙牟漏       | 大同元年5月19日 贈          | 806/6/9 贈     | ○    |          |
| 藤原旅子         | 弘仁14年5月1日 贈           | 823/6/12 贈    |      |          |
| 橘嘉智子         | 弘仁14年4月23日             | 823/6/5        | ○    | ○        |
| 正子内親王       | 天長10年3月2日              | 833/3/26       | ○    | ○        |
| 藤原順子         | 仁寿4年4月26日              | 854/5/26       |      | ○        |
| 藤原明子         | 貞観6年1月7日               | 864/2/17       |      | ○        |
| 藤原高子         | 元慶6年1月7日               | 882/1/29       |      |          |
| 藤原沢子         | 元慶8年 贈                  | 884 贈         |      |          |
| 藤原胤子         | 寛平9年7月19日 贈           | 897/8/20 贈    |      |          |
| 班子女王         | 寛平9年7月26日              | 897/8/27       |      |          |
| 藤原穏子         | 承平元年11月28日            | 932/1/8        | ○    | ○        |
| 藤原安子         | 康保4年11月29日 贈          | 968/1/1 贈     | ○    | ○贈      |
| 昌子内親王       | 天禄4年7月1日               | 973/11/8       | ○    | ○        |
| 藤原懐子         | 永観2年12月17日 贈          | 985/1/10 贈    |      |          |
| 藤原詮子         | 寛和2年7月5日               | 986/8/12       |      |          |
| 藤原遵子         | 長保2年2月25日              | 1000/4/2       | ○    | ○        |
| 藤原超子         | 寛弘8年12月27日 贈          | 1012/1/23 贈   |      |          |
| 藤原彰子         | 寛弘9年2月14日              | 1012/3/9       | ○    | ○        |
| 藤原妍子         | 寛仁2年10月16日             | 1018/11/26     | ○    |          |
| 藤原嬉子         | 寛徳2年8月11日 贈           | 1045/11/27 贈  |      |          |
| 禎子内親王       | 永承6年2月13日              | 1051/3/27      | ○    | ○        |
| 章子内親王       | 治暦4年4月17日              | 1068/5/20      | ○    | ○        |
| 藤原寛子         | 延久元年7月3日              | 1069/7/23      | ○    | ○        |
| 藤原茂子         | 延久5年5月6日 贈            | 1073/6/14 贈   |      |          |
| 藤原歓子         | 延久6年6月20日              | 1074/7/16      | ○    |          |
| 藤原賢子         | 寛治元年12月28日 贈         | 1088/1/24 贈   | ○    |          |
| 藤原聖子         | 永治元年12月27日            | 1142/1/25      | ○    |          |
| 藤原多子         | 保元元年10月27日            | 1156/12/11     | ○    | ○        |
| 藤原呈子         | 保元3年2月3日               | 1158/3/5       | ○    |          |
| 源懿子           | 保元3年12月29日 贈          | 1159/1/20 贈   |      |          |
| 平滋子           | 仁安3年3月20日              | 1168/4/29      |      |          |
| 藤原忻子         | 承安2年2月10日              | 1172/3/6       | ○    |          |
| 源通子           | 仁治3年7月11日 贈           | 1242/8/8 贈    |      |          |
| 西園寺禧子       | 元弘3年7月11日              | 1333/8/21      | ○    |          |
| 阿野廉子         | 延元4年(暦応2年)8月15日以降 | 1339/9/18-     |      |          |
| 近衛勝子         | 正平25年3月                 | 1370/3         | ○    |          |
| 庭田朝子         | 永正元年7月17日 贈          | 1504/8/26 贈   |      |          |
| 万里小路栄子     | 弘治3年10月27日以降 贈      | 1557/11/17- 贈 |      |          |
| 近衛尚子         | 享保20年3月21日以降 贈      | 1735/4/13- 贈  |      |          |
| 二条舎子         | 延享4年5月27日              | 1747/7/4       |      |          |
| 一条富子         | 明和8年5月9日               | 1771/6/21      |      |          |
| 近衛維子         | 安永10年3月15日             | 1781/4/8       |      |          |
| 欣子内親王       | 文政3年3月14日              | 1820/4/26      | ○    |          |
| 鷹司祺子         | 弘化4年3月14日              | 1847/4/28      |      |          |
| 英照皇太后       | 慶応4年3月18日              | 1868/4/10      |      |          |
| 昭憲皇太后       | 明治45年7月30日             | 1912/7/30      | ○    |          |
| 貞明皇后         | 大正15年12月25日            | 1926/12/25     | ○    |          |
| 香淳皇后         | 昭和64年1月7日              | 1989/1/7       | ○    |          |
| (上皇后美智子)   | (令和元年5月1日)            | (2019/5/1)     | (○)  |          |

## 朝鮮の皇太后
朝鮮王朝までの君主は、天皇や皇帝ではなく国王だったため、皇太后ではなく大妃という。
1895年に大韓帝国が成立したときには朝鮮王高宗が大韓皇帝となったが正室はいなかった。次の純宗の継室の純貞孝皇后が夫君の死後、1966年まで生きたため最初で最後の皇太后である。

## ベトナムの皇太后
ベトナムでは丁朝のときに君主号を皇帝としたためその正室は皇后となり、皇太后も現れた。最後の皇太后は保大帝の后、泰芳皇后ことモニク・マリ・ユジェニー・ボドー（1946年-2021年）である。

## ヨーロッパにおける「皇太后」「王太后」
訳語として、皇帝の未亡人（英語：Empress dowager）に「皇太后」、先代の王の王妃だった者（英語：Queen dowager）に「王太后」（おうたいごう）を用いることがある。また、王国の元首をすべて皇帝と称してきたかつての儀典上の慣例から、王太后に対して「皇太后」の語が用いられる場合も少なくない。ヨーロッパでは一度帯びた位は原則終身保持できるため、1989年に崩御した、オーストリア・ハンガリー帝国の最後の皇帝カール1世の皇后ツィタ（オーストリア・ハンガリー帝国は1918年に滅亡し、カール1世は1922年に崩御）がヨーロッパ最後の「皇太后」である。
現在、「皇后」（英語：Empress）の地位が存在するのは日本のみであるため、1947年までインド皇后（英語：Empress of India）であり、2002年に崩御したエリザベス・ボーズ＝ライアン（イギリス国王ジョージ6世妃、同女王エリザベス2世生母）が、日本以外における最後の「皇太后」である。
日本では天皇の母である后（きさき）を母后（ヨミは「ぼこう」または「ははきさき」）と呼称するが、ヨーロッパにもこれに相当する呼称（英語：Queen mother）がある。

## アフリカにおける「皇太后」「王太后」
アフリカ南部にあるエスワティニでは皇太后に類似するものとして、先代王妃・国王の母に与えられるンドロブカティという称号がある。ンドロブカティは祭祀を行うことが権限となっている。

### 文献資料
- 新村出編『広辞苑 第六版』（岩波書店、2011年）ISBN 400080121X
- 松村明編『大辞林 第三版』（三省堂、2006年）ISBN 4385139059